# Fernando el Católico y los falsarios de la historia
Fernando el Católico y los falsarios de la historia es una obra literaria de Víctor Pradera, escritor y político tradicionalista, publicada por primera vez en 1925, que defiende la tesis de la veracidad de la bula papal Exigit Contumacium, en la que se excomulgaba a los reyes de Navarra, se los destituía y reemplazaba por Fernando II de Aragón, llamado el Católico. La obra es una defensa general de la anexión a comienzos del siglo xvi de la parte del reino de Navarra al sur de los Pirineos llevada a cabo por el ii duque de Alba a la cabeza de un contingente de tropas principalmente vascongadas, navarro-beamontesas y castellanas, junto con algunas aragonesas, y de la actuación particular de Fernando el Católico.
Pradera refuta la acusación histórica contra Fernando el Católico de haber falsificado la bula, basada en una inconsistencia de fechas, y procura resolver dicha inconsistencia a través de la comparación entre el calendario florentino y el gregoriano, usado por los papas en aquella época.
También basa su posición sobre la legitimidad de la bula en correspondencia hallada en Tudela y en la existencia de un pacto secreto entre Fernando el Católico y sus partidarios navarros, llamados beamonteses.
La primera edición se publicó en Madrid en 1925, y la más reciente en Pamplona en 2021.